# Sept-Forges
Sept-Forges és un municipi francès situat al departament de l'Orne i a la regió de Normandia. L'any 2007 tenia 286 habitants.

## Demografia

### Població
El 2007 la població de fet de Sept-Forges era de 286 persones. Hi havia 125 famílies de les quals 43 eren unipersonals (27 homes vivint sols i 16 dones vivint soles), 43 parelles sense fills, 35 parelles amb fills i 4 famílies monoparentals amb fills.
La població ha evolucionat segons el següent gràfic:
Habitants censats

### Habitatges
El 2007 hi havia 188 habitatges, 126 eren l'habitatge principal de la família, 46 eren segones residències i 16 estaven desocupats. 182 eren cases i 5 eren apartaments. Dels 126 habitatges principals, 86 estaven ocupats pels seus propietaris, 37 estaven llogats i ocupats pels llogaters i 3 estaven cedits a títol gratuït; 2 tenien una cambra, 4 en tenien dues, 29 en tenien tres, 30 en tenien quatre i 61 en tenien cinc o més. 104 habitatges disposaven pel capbaix d'una plaça de pàrquing. A 58 habitatges hi havia un automòbil i a 53 n'hi havia dos o més.

### Piràmide de població
La piràmide de població per edats i sexe el 2009 era:
| Homes | Edats   | Dones |
| ----- | ------- | ----- |
| 0     | 95 o +  | 0     |
| 0     | 90 a 94 | 0     |
| 0     | 85 a 89 | 4     |
| 8     | 80 a 84 | 0     |
| 4     | 75 a 79 | 8     |
| 12    | 70 a 74 | 20    |
| 8     | 65 a 69 | 8     |
| 4     | 60 a 64 | 12    |
| 8     | 55 a 59 | 4     |
| 0     | 50 a 54 | 4     |
| 0     | 45 a 49 | 4     |
| 12    | 40 a 44 | 16    |
| 8     | 35 a 39 | 4     |
| 8     | 30 a 34 | 12    |
| 12    | 25 a 29 | 4     |
| 8     | 20 a 24 | 0     |
| 16    | 15 a 19 | 12    |
| 4     | 10 a 14 | 12    |
| 12    | 5 a 9   | 4     |
| 12    | 0 a 4   | 4     |

## Economia
El 2007 la població en edat de treballar era de 162 persones, 125 eren actives i 37 eren inactives. De les 125 persones actives 116 estaven ocupades (69 homes i 47 dones) i 10 estaven aturades (6 homes i 4 dones). De les 37 persones inactives 19 estaven jubilades, 12 estaven estudiant i 6 estaven classificades com a «altres inactius».

### Ingressos
El 2009 a Sept-Forges hi havia 127 unitats fiscals que integraven 288,5 persones, la mediana anual d'ingressos fiscals per persona era de 13.668 €.

### Activitats econòmiques
Dels 14 establiments que hi havia el 2007, 1 era d'una empresa alimentària, 1 d'una empresa de construcció, 7 d'empreses de comerç i reparació d'automòbils, 1 d'una empresa d'hostatgeria i restauració i 4 d'empreses de serveis.
Dels 2 establiments de servei als particulars que hi havia el 2009, 1 era una lampisteria i 1 restaurant.
Dels 2 establiments comercials que hi havia el 2009, 1 era una fleca i 1 una botiga de roba.
L'any 2000 a Sept-Forges hi havia 24 explotacions agrícoles que ocupaven un total de 826 hectàrees.

## Poblacions més properes
El següent diagrama mostra les poblacions més properes.